# Distancia de Levenshtein
La distancia de Levenshtein, distancia de edición o distancia entre palabras es el número mínimo de operaciones requeridas para transformar una cadena de caracteres en otra, se usa ampliamente en teoría de la información y ciencias de la computación. Se entiende por operación, bien una inserción, eliminación o la sustitución de un carácter. Esta distancia recibe ese nombre en honor al científico ruso Vladimir Levenshtein, quien se ocupó de esta distancia en 1965. Es útil en programas que determinan cuán similares son dos cadenas de caracteres, como es el caso de los correctores ortográficos.
Por ejemplo, la distancia de Levenshtein entre  "casa" y "calle" es de 3 porque se necesitan al menos tres ediciones elementales para cambiar uno en el otro.
1. casa → cala (sustitución de 's' por 'l')
2. cala → calla (inserción de 'l' entre 'l' y 'a')
3. calla → calle (sustitución de 'a' por 'e')

Se le considera una generalización de la distancia de Hamming, que solo compara  cadenas de la misma longitud y solo considera como operación la sustitución. Hay otras generalizaciones de la distancia de Levenshtein, como la distancia de Damerau-Levenshtein, que consideran el intercambio de dos caracteres como una operación.
Como buena "distancia", cumple (aunque es complicado demostrarlo formalmente), que: 
Dist(A,B) == Dist(B,A)
Dist(A,B) + Dist(B,C) >= Dist(A,C)

## El algoritmo
Se trata de un algoritmo de tipo bottom-up, común en programación dinámica. Se apoya en el uso de una matriz (n + 1) × (m + 1), donde n y m son las longitudes de las cadenas. Aquí se indica el algoritmo en pseudocódigo para una función LevenshteinDistance que toma dos cadenas, str1 de longitud lenStr1, y str2 de longitud lenStr2, y calcula la distancia Levenshtein entre ellos:
```
int
 LevenshteinDistance(
char
 str1[1..lenStr1], 
char
 str2[1..lenStr2])
   
// d is a table with lenStr1+1 rows and lenStr2+1 columns

   
declare
 
int
 d[0..lenStr1, 0..lenStr2]
   
// i and j are used to iterate over str1 and str2

   
declare
 
int
 i, j, cost
 
   
for
 i 
from
 0 
to
 lenStr1
       d[i, 0] := i
   
for
 j 
from
 0 
to
 lenStr2
       d[0, j] := j
 
   
for
 i 
from
 1 
to
 lenStr1
       
for
 j 
from
 1 
to
 lenStr2
           
if
 str1[i-1] = str2[j-1] 
then
 cost := 0
                                
else
 cost := 1
           d[i, j] := minimum(
                                d[i-1, j] + 1,     
// deletion

                                d[i, j-1] + 1,     
// insertion

                                d[i-1, j-1] + cost   
// substitution

                            )
 
   
return
 d[lenStr1, lenStr2]
```

El invariante mantenido a través del algoritmo es que pueda transformar el segmento inicial str1[1..i] en  str2[1..j] empleando un mínimo de d[i,j] operaciones. Al final, el elemento ubicado en la parte INFERIOR derecha de la matriz contiene la respuesta.

## Implementación
A continuación se puede ver la implementación de la función para varios lenguajes de programación. Otros lenguajes de más alto nivel, como php o las funciones de usuario de MySQL, las incorporan ya, sin necesidad de implementarla para ser usada.  

### C
```
#define Min(x,y) ((x)<(y) ? (x) : (y))

#define Min3(x,y,z) Min(Min((x),(y)),(z))

int
 
Levenshtein
(
char
 
*
s1
,
char
 
*
s2
)

{
   
int
 
t1
,
 
t2
,
 
i
,
 
j
,
 
*
m
,
 
costo
,
 
res
,
 
ancho
;

// Calcula tamanos strings 

     
t1
 
=
 
strlen
(
s1
);

     
t2
 
=
 
strlen
(
s2
);

// Verifica que exista algo que comparar

     
if
 
(
t1
==
0
)
 
return
(
t2
);

     
if
 
(
t2
==
0
)
 
return
(
t1
);

     
ancho
 
=
 
t1
+
1
;

// Reserva matriz con malloc       m[i,j] = m[j*ancho+i] !!

     
m
 
=
 
(
int
*
)
 
malloc
(
sizeof
(
int
)
*
(
t1
+
1
)
*
(
t2
+
1
));

     
if
 
(
m
==
NULL
)
 
return
(
-1
);
 
// ERROR!!

// Rellena primera fila y primera columna

     
for
 
(
i
=
0
;
 
i
<=
t1
;
 
i
++
)
 
{
 
m
[
i
]
 
=
 
i
;
 
}

     
for
 
(
j
=
0
;
 
j
<=
t2
;
 
j
++
)
 
{
 
m
[
j
*
ancho
]
 
=
 
j
;
 
}

// Recorremos resto de la matriz llenando pesos

     
for
 
(
i
=
1
;
i
<=
t1
;
i
++
)

     
{
 
for
 
(
j
=
1
;
j
<=
t2
;
j
++
)

       
{
 
if
 
(
s1
[
i
-1
]
==
s2
[
j
-1
]){
 
costo
=
0
;
 
}

         
else
 
{
 
costo
=
1
;
 
}

         
m
[
j
*
ancho
+
i
]
 
=
 
Min3
(
m
[
j
*
ancho
+
i
-1
]
+
1
,
           
// Eliminacion 

                             
m
[(
j
-1
)
*
ancho
+
i
]
+
1
,
         
// Insercion   

                             
m
[(
j
-1
)
*
ancho
+
i
-1
]
+
costo
);
  
// Sustitucion 

       
}

     
}

// Devolvemos esquina final de la matriz

     
res
 
=
 
m
[
t2
*
ancho
+
t1
];

     
free
(
m
);

     
return
(
res
);

}

```

### C++
```
#include
 
<string>

#include
 
<vector>

#include
 
<algorithm>

using
 
namespace
 
std
;

int
 
levenshtein
(
const
 
string
 
&
s1
,
 
const
 
string
 
&
s2
)

{

   
int
 
N1
 
=
 
s1
.
size
();

   
int
 
N2
 
=
 
s2
.
size
();

   
int
 
i
,
 
j
;

   
vector
<
int
>
 
T
(
N2
+
1
);

   
for
 
(
 
i
 
=
 
0
;
 
i
 
<=
 
N2
;
 
i
++
 
)

      
T
[
i
]
 
=
 
i
;

   
for
 
(
 
i
 
=
 
0
;
 
i
 
<
 
N1
;
 
i
++
 
)
 

   
{

      
T
[
0
]
 
=
 
i
+
1
;

      
int
 
corner
 
=
 
i
;

      
for
 
(
 
j
 
=
 
0
;
 
j
 
<
 
N2
;
 
j
++
 
)
 

      
{

         
int
 
upper
 
=
 
T
[
j
+
1
];

         
if
 
(
 
s1
[
i
]
 
==
 
s2
[
j
]
 
)

            
T
[
j
+
1
]
 
=
 
corner
;

         
else

            
T
[
j
+
1
]
 
=
 
min
(
T
[
j
],
 
min
(
upper
,
 
corner
))
 
+
 
1
;

         
corner
 
=
 
upper
;

      
}

   
}

   
return
 
T
[
N2
];

}

```

### C#
```
public
 
int
 
LevenshteinDistance
(
string
 
s
,
 
string
 
t
,
 
out
 
double
 
porcentaje
)

{

   
if
(
s
 
==
 
t
)

      
return
 
0
;

   
porcentaje
 
=
 
0
;

 

   
// d es una tabla con m+1 renglones y n+1 columnas

   
int
 
costo
 
=
 
0
;

   
int
 
m
 
=
 
s
.
Length
;

   
int
 
n
 
=
 
t
.
Length
;

   
int
[,]
 
d
 
=
 
new
 
int
[
m
 
+
 
1
,
 
n
 
+
 
1
];
 

   
// Verifica que exista algo que comparar

   
if
 
(
n
 
==
 
0
)
 
return
 
m
;

   
if
 
(
m
 
==
 
0
)
 
return
 
n
;

   
// Llena la primera columna y la primera fila.

   
for
 
(
int
 
i
 
=
 
0
;
 
i
 
<=
 
m
;
 
d
[
i
,
 
0
]
 
=
 
i
++
)
 
;

   
for
 
(
int
 
j
 
=
 
0
;
 
j
 
<=
 
n
;
 
d
[
0
,
 
j
]
 
=
 
j
++
)
 
;

   

   

   
/// recorre la matriz llenando cada unos de los pesos.

   
/// i columnas, j renglones

   
for
 
(
int
 
i
 
=
 
1
;
 
i
 
<=
 
m
;
 
i
++
)

   
{

        
// recorre para j

        
for
 
(
int
 
j
 
=
 
1
;
 
j
 
<=
 
n
;
 
j
++
)

        
{
       

            
/// si son iguales en posiciones equidistantes el peso es 0

            
/// de lo contrario el peso suma a uno.

            
costo
 
=
 
(
s
[
i
 
-
 
1
]
 
==
 
t
[
j
 
-
 
1
])
 
?
 
0
 
:
 
1
;
  

            
d
[
i
,
 
j
]
 
=
 
System
.
Math
.
Min
(
System
.
Math
.
Min
(
d
[
i
 
-
 
1
,
 
j
]
 
+
 
1
,
  
//Eliminacion

                          
d
[
i
,
 
j
 
-
 
1
]
 
+
 
1
),
                             
//Insercion 

                          
d
[
i
 
-
 
1
,
 
j
 
-
 
1
]
 
+
 
costo
);
                     
//Sustitucion

         
}

    
}

   
/// Calculamos el porcentaje de cambios en la palabra.

    
if
 
(
s
.
Length
 
>
 
t
.
Length
)

       
porcentaje
 
=
 
((
double
)
d
[
m
,
 
n
]
 
/
 
(
double
)
s
.
Length
);

    
else

       
porcentaje
 
=
 
((
double
)
d
[
m
,
 
n
]
 
/
 
(
double
)
t
.
Length
);
 

    
return
 
d
[
m
,
 
n
];
 

}

```

### Go
```
func
 
LevenshteinDistance
(
s
 
string
,
 
t
 
string
)
 
(
float64
,
float64
)
 
{

	
// Costo penaliza si hay un cambio en el caracter.

	
var
 
costo
 
float64
 
=
 
0

	
// Obtenemos la longitud de las cadenas para crear los slices.

	
m
,
 
n
 
:=
 
len
(
s
),
 
len
(
t
)

	
d
 
:=
 
make
([][]
float64
,
m
+
1
,
 
m
*
n
)

	
// Generamos el slice interno.

	
for
 
idx
 
:=
 
range
 
d
{

		
d
[
idx
]
 
=
 
make
([]
float64
,
n
+
1
)

	
}

	
// Recorre la matriz  de acuerdo a los cambios que encuentre en la cadena.

	
for
 
i
:=
1
;
 
i
<=
m
;
i
++
{

		
for
 
j
:=
1
;
 
j
 
<=
 
n
;
 
j
++
{

			
if
 
s
[
i
-
1
]
==
 
t
[
j
-
1
]
 
{
 
costo
 
=
 
0
}
 
else
 
{
 
costo
 
=
 
1
}

			
oper
 
:=
 
math
.
Min
(
math
.
Min
(
d
[
i
-
1
][
j
]
+
1
,
  
// Eliminacion

				
d
[
i
][
j
-
1
]
+
1
),
						
// Inserccion

				
d
[
i
-
1
][
j
-
1
]
+
costo
)
					
// Sustitucion

			
d
[
i
][
j
]
 
=
 
oper

		
}

	
}

	
// Calcula el ratio de cambios en la palabra.

	
var
 
porcentaje
 
float64
 
=
 
0

	
if
 
len
(
s
)
 
>
 
len
(
t
){

		
porcentaje
 
=
 
d
[
m
][
n
]
 
/
 
float64
(
len
(
s
))

	
}
else
{

		
porcentaje
 
=
 
d
[
m
][
n
]
 
/
 
float64
(
len
(
t
))

	
}

	
// Regresa distancia y ratio.

	
return
 
d
[
m
][
n
],
 
porcentaje

}

```

### Java
Implementado como una clase estática.
```
public
 
class
 
LevenshteinDistance
 
{

    
private
 
static
 
int
 
minimum
(
int
 
a
,
 
int
 
b
,
 
int
 
c
)
 
{

         
return
 
Math
.
min
(
a
,
 
Math
.
min
(
b
,
 
c
));

    
}

    
public
 
static
 
int
 
computeLevenshteinDistance
(
String
 
str1
,
 
String
 
str2
)
 
{

        
return
 
computeLevenshteinDistance
(
str1
.
toCharArray
(),

                                          
str2
.
toCharArray
());

    
}

    
private
 
static
 
int
 
computeLevenshteinDistance
(
char
 
[]
 
str1
,
 
char
 
[]
 
str2
)
 
{

        
int
 
[][]
distance
 
=
 
new
 
int
[
str1
.
length
+
1
][
str2
.
length
+
1
]
;

        
for
(
int
 
i
=
0
;
i
<=
str1
.
length
;
i
++
){

                
distance
[
i
][
0
]=
i
;

        
}

        
for
(
int
 
j
=
0
;
j
<=
str2
.
length
;
j
++
){

                
distance
[
0
][
j
]=
j
;

        
}

        
for
(
int
 
i
=
1
;
i
<=
str1
.
length
;
i
++
){

            
for
(
int
 
j
=
1
;
j
<=
str2
.
length
;
j
++
){
 

                  
distance
[
i
][
j
]=
 
minimum
(
distance
[
i
-
1
][
j
]+
1
,

                                        
distance
[
i
][
j
-
1
]+
1
,

                                        
distance
[
i
-
1
][
j
-
1
]+

                                        
((
str1
[
i
-
1
]==
str2
[
j
-
1
]
)
?
0
:
1
));

            
}

        
}

        
return
 
distance
[
str1
.
length
][
str2
.
length
]
;

        

    
}

}

```

### Perl
```
 
sub
 
fastdistance

 
{

     
my
 
$word1
 
=
 
shift
;

     
my
 
$word2
 
=
 
shift
;

 

     
return
 
0
 
if
 
$word1
 
eq
 
$word2
;

     
my
 
@d
;

 

     
my
 
$len1
 
=
 
length
 
$word1
;

     
my
 
$len2
 
=
 
length
 
$word2
;

 

     
$d
[
0
][
0
]
 
=
 
0
;

     
for
 
(
1
..
 
$len1
)
 
{

         
$d
[
$_
][
0
]
 
=
 
$_
;

         
return
 
$_
 
if
 
$_
!=
$len1
 
&&
 
substr
(
$word1
,
$_
)
 
eq

             
substr
(
$word2
,
$_
);

     
}

 

     
for
 
(
1
..
 
$len2
)
 
{

         
$d
[
0
][
$_
]
 
=
 
$_
;

         
return
 
$_
 
if
 
$_
!=
$len2
 
&&
 
substr
(
$word1
,
$_
)
 
eq

             
substr
(
$word2
,
$_
);

     
}

 

     
for
 
my
 
$i
 
(
1
..
 
$len1
)
 
{

         
my
 
$w1
 
=
 
substr
(
$word1
,
$i
-
1
,
1
);

         
for
 
(
1
..
 
$len2
)
 
{

             
$d
[
$i
][
$_
]
 
=
 
_min
(
$d
[
$i
-
1
][
$_
]
+
1
,
 

                               
$d
[
$i
][
$_
-
1
]
+
1
,

                               
$d
[
$i
-
1
][
$_
-
1
]
+
(
$w1
 
eq

                                               
substr
(
$word2
,
$_
-
1
,
1
)
 
?

                                               
0
 
:
 
1
));

         
}

     
}

     
return
 
$d
[
$len1
][
$len2
];

 
}

 

 
sub
 
_min

 
{

     
return
 
$_
[
0
]
 
<
 
$_
[
1
]

         
?
 
$_
[
0
]
 
<
 
$_
[
2
]
 
?
 
$_
[
0
]
 
:
 
$_
[
2
]

         
:
 
$_
[
1
]
 
<
 
$_
[
2
]
 
?
 
$_
[
1
]
 
:
 
$_
[
2
];

 
}

```

### Python
```
 
def
 
distance
(
str1
,
 
str2
):

   
d
=
dict
()

   
for
 
i
 
in
 
range
(
len
(
str1
)
+
1
):

      
d
[
i
]
=
dict
()

      
d
[
i
][
0
]
=
i

   
for
 
i
 
in
 
range
(
len
(
str2
)
+
1
):

      
d
[
0
][
i
]
 
=
 
i

   
for
 
i
 
in
 
range
(
1
,
 
len
(
str1
)
+
1
):

      
for
 
j
 
in
 
range
(
1
,
 
len
(
str2
)
+
1
):

         
d
[
i
][
j
]
 
=
 
min
(
d
[
i
][
j
-
1
]
+
1
,
 
d
[
i
-
1
][
j
]
+
1
,
 
d
[
i
-
1
][
j
-
1
]
+
(
not
 
str1
[
i
-
1
]
 
==
 
str2
[
j
-
1
]))

   
return
 
d
[
len
(
str1
)][
len
(
str2
)]

```

### Ruby
```
class
 
String

  
def
 
levenshtein
(
other
)

    
other
 
=
 
other
.
to_s

    
distance
 
=
 
Array
.
new
(
self
.
size
 
+
 
1
,
 
0
)

    
(
0
..
self
.
size
)
.
each
 
do
 
|
i
|

      
distance
[
i
]
 
=
 
Array
.
new
(
other
.
size
 
+
 
1
)

      
distance
[
i
][
0
]
 
=
 
i

    
end

    
(
0
..
other
.
size
)
.
each
 
do
 
|
j
|

      
distance
[
0
][
j
]
 
=
 
j

    
end

    
(
1
..
self
.
size
)
.
each
 
do
 
|
i
|

      
(
1
..
other
.
size
)
.
each
 
do
 
|
j
|

        
distance
[
i
][
j
]
 
=
 
[
distance
[
i
 
-
 
1
][
j
]
 
+
 
1
,

                          
distance
[
i
][
j
 
-
 
1
]
 
+
 
1
,

                          
distance
[
i
 
-
 
1
][
j
 
-
 
1
]
 
+
 
((
self
[
i
 
-
 
1
]
 
==
 
other
[
j
 
-
 
1
]
)
 
?
 
0
 
:
 
1
)
].
min

      
end

    
end

    
distance
[
self
.
size
][
other
.
size
]

  
end

end

puts
 
"casa"
.
levenshtein
 
"calle"
 
#=> 3

```

### PHP
```
<?php

   
$lev
 
=
 
levenshtein
(
$input
,
 
$word
);

?>

```

### Delphi
```
function
 
LevenshteinDistance
(
Str1
,
 
Str2
:
 
String
)
:
 
Integer
;

var

  
d
 
:
 
array
 
of
 
array
 
of
 
Integer
;

  
Len1
,
 
Len2
 
:
 
Integer
;

  
i
,
j
,
cost
:
Integer
;

begin

  
Len1
:=
Length
(
Str1
)
;

  
Len2
:=
Length
(
Str2
)
;

  
SetLength
(
d
,
Len1
+
1
)
;

  
for
 
i
 
:=
 
Low
(
d
)
 
to
 
High
(
d
)
 
do

    
SetLength
(
d
[
i
]
,
Len2
+
1
)
;

  
for
 
i
 
:=
 
0
 
to
 
Len1
 
do

    
d
[
i
,
0
]
:=
i
;

  
for
 
j
 
:=
 
0
 
to
 
Len2
 
do

    
d
[
0
,
j
]
:=
j
;

  
for
 
i
:=
 
1
 
to
 
Len1
 
do

    
for
 
j
:=
 
1
 
to
 
Len2
 
do

    
begin

      
if
 
Str1
[
i
]
=
Str2
[
j
]
 
then

        
cost
:=
0

      
else

        
cost
:=
1
;

      
d
[
i
,
j
]
:=
 
Min
(
d
[
i
-
1
,
 
j
]
 
+
 
1
,
     
// deletion,

                   
Min
(
d
[
i
,
 
j
-
1
]
 
+
 
1
,
 
// insertion

                       
d
[
i
-
1
,
 
j
-
1
]
 
+
 
cost
)
   
// substitution

                            
)
;

    
end
;

  
Result
:=
d
[
Len1
,
Len2
]
;

end
;

```

### VB.NET
```
    
Public
 
Function
 
Levenshtein
(
ByVal
 
s1
 
As
 
String
,
 
ByVal
 
s2
 
As
 
String
)
 
As
 
Integer

        
Dim
 
coste
 
As
 
Integer
 
=
 
0

        
Dim
 
n1
 
As
 
Integer
 
=
 
s1
.
Length

        
Dim
 
n2
 
As
 
Integer
 
=
 
s2
.
Length

        
Dim
 
m
 
As
 
Integer
(,)
 
=
 
New
 
Integer
(
n1
,
 
n2
)
 
{}

        
For
 
i
 
As
 
Integer
 
=
 
0
 
To
 
n1

            
m
(
i
,
 
0
)
 
=
 
i

        
Next

        
For
 
i
 
As
 
Integer
 
=
 
0
 
To
 
n2

            
m
(
0
,
 
i
)
 
=
 
i

        
Next

        
For
 
i1
 
As
 
Integer
 
=
 
1
 
To
 
n1

            
For
 
i2
 
As
 
Integer
 
=
 
1
 
To
 
n2

                
coste
 
=
 
If
((
s1
(
i1
 
-
 
1
)
 
=
 
s2
(
i2
 
-
 
1
)),
 
0
,
 
1
)

                
m
(
i1
,
 
i2
)
 
=
 
Math
.
Min
(
Math
.
Min
(
m
(
i1
 
-
 
1
,
 
i2
)
 
+
 
1
,
 
m
(
i1
,
 
i2
 
-
 
1
)
 
+
 
1
),
 
m
(
i1
 
-
 
1
,
 
i2
 
-
 
1
)
 
+
 
coste
)

            
Next

        
Next

        
Return
 
m
(
n1
,
 
n2
)

    
End
 
Function

```

### ActionScript 3.0
```
public
 
class
 
StringUtils
 

{
  

    
public
 
static
 
function 
levenshtein
(
s1
:
String
,
 
s2
:
String
):
int

    
{
		

        
if
 
(
s1
.
length
 
==
 
0
 
||
 
s2
.
length
 
==
 
0
)

	    
return
 
0
;

        
var
 
m
:
uint
 
=
 
s1
.
length
 
+
 
1
;

        
var
 
n
:
uint
 
=
 
s2
.
length
 
+
 
1
;

        
var
 
i
:
uint
,
 
j
:
uint
,
 
cost
:
uint
;

        
var
 
d
:
Vector
.<
Vector
.<
int
>>
 
=
 
new
 
Vector
.<
Vector
.<
int
>>();

        

        
for
 
(
i
 
=
 
0
;
 
i
 
<
 
m
;
 
i
++)

        
{

            
d
[
i
]
 
=
 
new
 
Vector.<int>
();

            
for
 
(
j
 
=
 
0
;
 
j
 
<
 
n
;
 
j
++)

                
d
[
i
][
j
]
 
=
 
0
;

        
}

			

        
for
 
(
i
 
=
 
0
;
 
i
 
<
 
m
;
 
d
[
i
][
0
]
 
=
 
i
++)
 
;

        
for
 
(
j
 
=
 
0
;
 
j
 
<
 
n
;
 
d
[
0
][
j
]
 
=
 
j
++)
 
;

        
for
 
(
i
 
=
 
1
;
 
i
 
<
 
m
;
 
i
++)

        
{

	    
for
 
(
j
 
=
 
1
;
 
j
 
<
 
n
;
 
j
++)

            
{
       

                
cost
 
=
 
(
s1
.
charAt
(
i
 
-
 
1
)
 
==
 
s2
.
charAt
(
j
 
-
 
1
))
 
?
 
0
 
:
 
1
;

                
d
[
i
][
j
]
 
=
 
Math
.
min
(
Math
.
min
(
d
[
i
 
-
 
1
][
j
]
 
+
 
1
,

                
d
[
i
][
j
 
-
 
1
]
 
+
 
1
),

                
d
[
i
 
-
 
1
][
j
 
-
 
1
]
 
+
 
cost
);

            
}

        
}

			

        
return
 
d
[
m
-
1
][
n
-
1
];

    
}

}

```

### ColdFusion
```
<cfscript>
function levDistance(s,t) {
	var d = ArrayNew(2);
	var i = 1;
	var j = 1;
	var s_i = "A";
	var t_j = "A";
	var cost = 0;
	
	var n = len(s)+1;
	var m = len(t)+1;
	
	d[n][m]=0;
	
	if (n is 1) {
		return m;
	}
	
	if (m is 1) {
		return n;
	}
	
	 for (i = 1; i lte n; i=i+1) {
      d[i][1] = i-1;
    }

    for (j = 1; j lte m; j=j+1) {
      d[1][j] = j-1;
    }
	
	for (i = 2; i lte n; i=i+1) {
      s_i = Mid(s,i-1,1);

	  for (j = 2; j lte m; j=j+1) {
      	t_j = Mid(t,j-1,1);

		if (s_i is t_j) {
          cost = 0;
        }
        else {
          cost = 1;
        }
		d[i][j] = min(d[i-1][j]+1, d[i][j-1]+1);
		d[i][j] = min(d[i][j], d[i-1][j-1] + cost);
      }
    }
	
    return d[n][m];
}
</cfscript>

```

### JavaScript[1]
```
/*

LevenshteinSubminimal(String A, String B) -> {k: Integer, t: String}

    A, es la cadena que introduce el usuario

    B, es la cadena candidata a ser alternativa del usuario

    k, es la mínima Levenshtein de A sobre todas las subcadenas de B

    t, es la cadena con menor distancia Levenshtein

*/

function
 
LevenshteinSubminimal
(
A
,
 
B
)
 
{

    
var
 
a
 
=
 
A
.
length
;

    
var
 
b
 
=
 
B
.
length
;

    
// siempre comparamos A con las subcadenas de B

    
var
 
f
 
=
 
function
(
s
){
return
 
Levenshtein
(
A
,
 
s
)};

    
// si A es mayor que B no comparamos subcadenas

    
if
(
a
 
>=
 
b
)

        
return
 
{
k
:
 
f
(
B
),
 
t
:
 
B
}

    
// peor caso y cotas

    
var
 
m
 
=
 
{
k
:
 
b
+
2
,
 
t
:
 
null
},
 
c1
 
=
 
a
-
1
,
 
c2
 
=
 
a
+
1
;

    
for
(
var
 
p
 
=
 
0
;
 
p
 
<
 
b
 
-
 
c1
;
 
p
++
)

        
for
(
var
 
l
 
=
 
c1
,
 
c3
 
=
 
Math
.
min
(
c2
,
 
b
 
-
 
p
);
 
l
 
<=
 
c3
;
 
l
++
)
 
{

            
var
 
t
 
=
 
B
.
substr
(
p
,
 
l
),
 
k
 
=
 
f
(
t
);

            
// mejor caso

            
if
(
m
.
k
 
>=
 
k
)

                
m
 
=
 
{
k
:
 
k
,
 
t
:
 
t
};

        
}

    
return
 
m
;

}

```

### JavaScript (NodeJS)
```
function
 
levenshtein
(
s1
,
 
s2
)
 
{

  
var
 
l1
 
=
 
s1
.
length
;

  
var
 
l2
 
=
 
s2
.
length
;

  
var
 
d
 
=
 
[];

  
var
 
c
 
=
 
0
;

  
var
 
a
 
=
 
0
;

  
if
(
l1
 
==
 
0
)

    
return
 
l2
;

  
if
(
l2
 
==
 
0
)

    
return
 
l1
;

  
var
 
d
 
=
 
Buffer
.
alloc
((
l1
 
+
 
1
)
 
*
 
(
l2
 
+
 
1
));

  
a
 
=
 
l1
 
+
 
1
;

  
for
(
var
 
i
 
=
 
0
;
 
i
 
<=
 
l1
;
 
d
[
i
]
 
=
 
i
++
);

  
for
(
var
 
j
 
=
 
0
;
 
j
 
<=
 
l2
;
 
d
[
j
 
*
 
a
]
 
=
 
j
++
);

  
for
(
var
 
i
 
=
 
1
;
 
i
 
<=
 
l1
;
 
i
++
)
 
{

    
for
(
var
 
j
 
=
 
1
;
 
j
 
<=
 
l2
;
 
j
++
)
 
{

      
if
(
s1
[
i
 
-
 
1
]
 
==
 
s2
[
j
 
-
 
1
])

        
c
 
=
 
0
;

      
else

        
c
 
=
 
1
;

      
var
 
r
 
=
 
d
[
j
 
*
 
a
 
+
 
i
 
-
 
1
]
 
+
 
1
;

      
var
 
s
 
=
 
d
[(
j
 
-
 
1
)
 
*
 
a
 
+
 
i
]
 
+
 
1
;

      
var
 
t
 
=
 
d
[(
j
 
-
 
1
)
 
*
 
a
 
+
 
i
 
-
 
1
]
 
+
 
c
;

      
d
[
j
 
*
 
a
 
+
 
i
]
 
=
 
Math
.
min
(
Math
.
min
(
r
,
 
s
),
 
t
);

    
}

  
}

  
return
(
d
[
l2
 
*
 
a
 
+
 
l1
]);

}

```

## Aplicaciones
- El proyecto ASJP[2] usa la distancia de Levenshtein total en una lista de palabras en diferentes lenguas del mundo, para medir la "similitud" o "cercanía" de las mismas, esa distancia calculada puede emplearse para proponer una clasificación filogenética tentativa de las lenguas del mundo.[3]
- La distancia de Damerau-Levenshtein es una generalización de la distancia de Levenshtein usada por los correctores ortográficos y en la detección de fraudes en listas de datos.